# アルギン酸ナトリウム
アルギン酸ナトリウム（アルギンさんナトリウム、英: Sodium alginate）は、海藻（褐藻）に含まれる多糖類の一種で、食物繊維のひとつ。海藻に含まれるアルギン酸を抽出、精製した後、ナトリウムで中和して得られる。

## 起源
商業的に利用されるアルギン酸類は、全て海藻（褐藻類）からの抽出によって製造されている。
1833年、英国のE. C. C. Stanfordが褐藻類に含まれる粘質物の中に、アルカリに可溶かつ酸性で沈殿する物質を見出し、Alginic Acid（アルギン酸）と命名した。
1930年、L. H. Cretcherらはアルギン酸の構造をD-マンヌロン酸の重合体であるとし、その後1958年にD. W. DrummondらがL-グルロン酸を含む共重合体であることを明らかにした。アルギン酸ナトリウムは、これら重合体のナトリウム塩である。
褐藻類は世界中で3,000種類以上あると言われるが、その中でアルギン酸の工業的生産に利用しうる原料海藻は、大型で生長力の旺盛な数種類に限られる。多くの場合、天然に産する海藻を収穫して利用しているが、中国では養殖したコンブを原料にアルギン酸を製造している。

## 構造
2種類のウロン酸（β-D-マンヌロン酸（以下Mと略す）とα-L-グルロン酸（以下Gと略す））がピラノース型で1,4-グリコシド結合し直鎖状に重合した構造を持っている。MとGの構成比は一様でなく、原料海藻の種類や部位によって異なる。またアルギン酸の分子鎖の中で、MとGはブロック構造を形成して存在する。すなわちMのみで構成されるブロック（Mブロック）、Gのみのブロック（Gブロック）、MとGが混ざり合ったブロック（MGブロック）の３種類のブロックが、互いに連結して鎖状高分子を形成している。
アルギン酸ナトリウムの重合度も一定ではない。海藻に含まれる状態では非常に大きな分子であり、数万ユニットのウロン酸が重合していると考えられるが、海藻中から抽出され、加工される中で分解が進み、重合度も低くなる。一般に流通しているアルギン酸ナトリウムの重合度は数千～2万（分子量にして100万～400万）程度である。食物繊維素材として加工されたアルギン酸ナトリウムには、重合度200～300（分子量として約4～5万）という超低分子の物も流通している。

## 性質
一般にアルギン酸ナトリウムは粉末状または顆粒状の固形物として流通している。水和性が高く、冷水にも温水～熱水にも良く溶けるが、溶解すると高い粘性を帯びるため、あまり高濃度に溶解することはできない。また他の水溶性高分子と同じく、水に触れるとダマを作りやすいので、注意深く溶かさなければならない。
アルギン酸ナトリウムの水溶液は、粘りを帯びた糊液となる。その水溶液は他の天然高分子に比べてなめらかな流動性を示す特徴がある。水溶液の粘度はアルギン酸ナトリウムの分子量に比例し、高分子量のものほど高い粘度を示す。また水溶液の粘度はアルギン酸ナトリウムの濃度に応じて対数的に変化する。例えば1%濃度で100mPa･sを示すアルギン酸ナトリウムの場合、濃度が2倍（2%）になると、その粘度は200ではなく1,000mPa･sになる。
アルギン酸ナトリウムの水溶液にマグネシウムイオンやカルシウムイオンを添加するとゲル化する性質がある。例えば乳酸カルシウムの1%（W/W)水溶液にアルギン酸ナトリウムの1%（W/W）水溶液を滴下すると、アルギン酸ナトリウムの水滴がそのままゲル化し、球状のゼリーができる。この性質を応用して、人工イクラや人工フカヒレが加工されている。
アルギン酸ナトリウムとカルシウムを反応させて作ったゲル（ゼリー）は熱に強く、加熱しても溶解しない。

## 塩化カルシウムとの反応
塩化カルシウム水溶液にアルギン酸ナトリウム水溶液を一滴ずつ入れると、アルギン酸ナトリウムと塩化カルシウムが反応してゲル化する。その反応は俊敏であり、両液の界面で瞬時に進行するため、アルギン酸ナトリウム水溶液は分散することなく表面張力で丸くなりながら球状のゲルとなる。この反応を利用して加工されるのがいわゆる人造イクラである。なお、小中学生等の自由研究向けに市販される化学実験のキットでは、子供が口に入れることを想定し、塩化カルシウムよりエグ味の少ない乳酸カルシウムが用いられる。
また、アルギン酸ナトリウム水溶液を滴下する代わりにレードルを使って大量に流し込むことで、つかめる水「Ooho!（英: Edible water bottle）」を作ることが可能である。

## 応用

### 食品
食品添加物として食品の増粘、ゲル化、安定などの目的で利用される。
食物繊維として血中コレステロールの抑制や便通改善を目的とした健康食品に利用される。

### 医療
医薬品として胃粘膜保護用剤、制酸剤、止血剤などに利用される。
医療機器として歯科印象材、創傷被覆材などに利用される。
医薬品添加物として錠剤の崩壊材に利用される。

### 工業
染料の捺染用の糊、紙のコーティング剤など、広い用途で利用されている。
ラットに対する動物実験で、アルギン酸ナトリウムには、水溶性食物繊維の粘性による血糖上昇抑制効果、および二糖類分解酵素の阻害効果による血糖上昇抑制効果が認められたとする研究がある。

## 臨床応用
- 消化性潰瘍（胃潰瘍、十二指腸潰瘍、吻合部潰瘍）
- 逆流性食道炎（胃食道逆流症）
- ゾリンジャー・エリスン症候群（英語版）
- 胸焼け（英: heartburn & acid indigestion）